# Anti-bureaucratische revolutie
De Anti-bureaucratische revolutie verwijst naar de politieke, nationalistische ontwikkeling in de loop van 1988 en 1989 in Servië en Montenegro, waarbij er grote demonstraties in scène waren gezet door de toenmalige Servische machthebber Slobodan Milošević. De anti-bureaucratische revolutie luidde het einde in van de autonomie van de provincies Vojvodina en Kosovo.
Het hoogtepunt van deze manifestaties was de 600-jaarsviering van de verloren Slag op het Merelveld op 28 juni 1989. In de aanloop van deze campagne speelde het Sanu-Memorandum uit 1986 een belangrijke rol, waarin op nationalistische wijze discriminatie van de Serviërs werd voorgewend tijdens de regeringstijd van Tito en de Kosovaren als hoofdschuldigen werden neergezet.

## Astroturfing
De naam anti-bureaucratische revolutie werd bedacht om voor te wenden dat het een revolte zou betreffen tegen corrupte en van de maatschappij vervreemde regeringsstructuren. Het maakte echter deel uit van de populistische retoriek van Milošević om zijn invloed in een gecentraliseerd Servië uit te breiden in de beide autonome provincies. Hoewel revolutie de schijn opwerpt van een grassrootsinitiatief, betrof het hier de facto astroturfing, ofwel door de Servische regering aangezette demonstraties die gevoed werden door de propaganda van de Servische staatsmedia. De anti-bureaucratische revolutie werd veroordeeld door de communistische regeringen van Slovenië en Kroatië.

## Kosovo en Vojvodina
De beide autonome provincies werden onder Servisch centraal bestuur gesteld en regeringsfunctionarissen werden afgezet en vervangen door Slobodan Milošević getrouwe partijfunctionarissen. De autonomiestatus werd teruggezet naar de tijd van voor 1974. Het politieapparaat werd Servisch en ook de Servische taal werd weer als ambtstaal ingevoerd.
Als gevolg van de nieuwe status kwam het in het voorjaar van 1989 tot grote autonomiebetogingen in Kosovo. Deze werden ruw neergeslagen en voor de regio werd er een uitzonderingstoestand afgekondigd. Hierbij vielen veel dodelijke slachtoffers en verschillende Kosovaarse Albanezen werden tot lange gevangenisstraffen veroordeeld. Op 3 maart 1991 besloot de regering van Joegoslavië speciale maatregelen om het verzet van de Kosovaren te breken.

## Begin van het einde van Joegoslavië
Op 22 januari 1990 werden bij een buitengewoon congres van de Joegoslavische Communistenbond alle hervormingsvoorstellen van de Sloveense en Kroatische delegaties weggestemd door de aanhangers van Milošević. Servië en Montenegro hadden na de ontbinding van de autonome provincies de absolute meerderheid van stemmen in het Joegoslavische parlement. Daarop verlieten eerst de Sloveense en iets later de Kroatische delegaties het parlement. Dit moment wordt gezien als het feitelijke einde van Joegoslavië.
Sloveense Oorlog (1991) · Kroatische Oorlog (1991-95) · Bosnische Burgeroorlog (1992-95) · Kroatisch-Bosniakse Oorlog (1992-94) · Kosovo-oorlog (1998-99) · Operatie Allied Force (1999) · Conflict in de Preševo-vallei (2001) · Macedonisch conflict (2001)